# Đào Công Danh
Đào Công Danh (sinh 1958 tại Củ Chi, Sài Gòn) là một tướng lĩnh Công an nhân dân Việt Nam, cấp bậc Thiếu tướng. Ông hiện là Chủ tịch Hội Cựu Công an nhân dân Thành Phố Hồ Chí Minh Ông nguyên là Ủy viên Ban thường vụ Đảng ủy Công an Thành phố Hồ Chí Minh, Phó Giám đốc Công an Thành phố Hồ Chí Minh .

## Sự nghiệp
Tháng 1/1987, ông quyết định kết hôn với vợ sinh năm 1956.
Năm 2013, ông là Đại tá, Phó Giám đốc Công an Thành phố Hồ Chí Minh.
Năm 2015, ông là Thiếu tướng Công an nhân dân Việt Nam, Phó Giám đốc Công an Thành phố Hồ Chí Minh.
Tháng 12 năm 2018, ông nghỉ hưu. Đến tháng 12 năm 2023, ông được bầu làm Chủ tịch Hội Cựu Công an nhân dân Thành Phố Hồ Chí Minh.